# Мацейовіце (Козеницький повіт)
Мацейовіце (пол. Maciejowice) — село в Польщі, у гміні Гловачув Козеницького повіту Мазовецького воєводства.
Населення — 389 осіб (2011).
У 1975-1998 роках село належало до Радомського воєводства.

## Демографія
Демографічна структура станом на 31 березня 2011 року:
|          | Загалом | Допрацездатний вік | Працездатний вік | Постпрацездатний вік |
| -------- | ------- | ------------------ | ---------------- | -------------------- |
| Чоловіки | 193     | 49                 | 131              | 13                   |
| Жінки    | 196     | 58                 | 100              | 38                   |
| Разом    | 389     | 107                | 231              | 51                   |